# Curtitoma
Curtitoma là một chi ốc biển, là động vật thân mềm chân bụng sống ở biển trong họ Conidae, họ ốc cối.

## Các loài
Các loài thuộc chi Curtitoma bao gồm:
- Curtitoma bartschi (Bogdanov, 1985)[2]
- Curtitoma becklemishevi Bogdanov, 1989[3]
- Curtitoma conoidea (Sars G. O., 1878)[4]
- Curtitoma decussata (Couthouy, 1839)[5]
- Curtitoma fiora (Dall, 1919)[6]
- Curtitoma hebes (Verrill, 1880)[7]
- Curtitoma incisula (Verrill, 1882)[8]
- Curtitoma lawrenciana (Dall, 1919)[9]
- Curtitoma microvoluta (Okutani, 1964)[10]
- Curtitoma neymanae Bogdanov, 1989[11]
- Curtitoma niigataensis Bogdanov & Ito, 1992[12]
- Curtitoma novajasemliensis (Leche, 1878)[13]
- Curtitoma novajasemljensis (Leche, 1878)[14]
- Curtitoma ovalis (Friele, 1877)[15]
- Curtitoma piltuniensis (Bogdanov, 1985)[16]
- Curtitoma trevelliana (Turton, 1834)[17]
- Curtitoma violacea (Mighels & C.B Adams, 1842)[18]